# دهستان ابوغویر
دهستان ابوغویر، یکی از دهستان‌های بخش دشت عباس شهرستان دهلران در استان ایلام ایران است. مرکز این دهستان، روستای ابوغویر است.

## جمعیت
بر پایه سرشماری عمومی نفوس و مسکن در سال ۱۳۹۵، جمعیت دهستان ابوغویر برابر با ۱٬۸۱۳ نفر بوده‌است.